# Phantomstift
Der Phantomstift oder auch Sublimatstift ist ein Hilfsmittel zum Vorzeichnen von Entwürfen auf z. B. Seide oder Stoff.

## Arbeitsweise
Der Phantomstift ähnelt einem Filzstift. Die mit ihm gezeichneten Linien verschwinden, je nach Produkt und Umgebungsbedingungen, typischerweise innerhalb von wenigen Stunden bis zu einigen Tagen von selbst. Somit sollte das Vorzeichnen des Motivs innerhalb dieser Zeit abgeschlossen sein. Sollte eine weitere Ausarbeitung gewünscht sein, so sollte diese mit dem Setzen eines Trennstriches gekennzeichnet werden.

## Verblassen verzögern
Möglich ist es durch blickdichtes Abdecken der Vorzeichnung, den Vorgang des Verschwindens um einige Stunden zu verzögern. Sollte die zum Bemalen vorgesehenen Seide oder der Stoff, bereits auf einem Rahmen gespannt sein, empfiehlt es sich, auch die Rückseite gegen die Einwirkung von Licht und Luft abzudecken.

## Korrektur durch Flüssigkeit
Sollte es zu einem Verzeichnen mit dem Phantomstift kommen, kann man die Zeichnung mit Wasser verschwinden lassen, da die Substanz des Stiftes auch auf Flüssigkeit reagiert.

## Sonstiges
Vor allem für das Arbeiten auf rohweißer Seide in einfacher Trennmitteltechnik ideal, da die Farbe des Phantomstiftes stets vollkommen verschwindet.